# دانييلا زامورا
دانييلا زامورا (بالإسبانية: Daniela Zamora) هي لاعبة كرة قدم تشيلية، ولدت في 13 نوفمبر 1990 في تشيلي. شاركت مع منتخب تشيلي لكرة القدم للسيدات.

## وصلات خارجية
- دانييلا زامورا على موقع الاتحاد الدولي (مؤرشف)  (الإنجليزية)
- دانييلا زامورا على موقع اتحاد السويد (السويدية)
- دانييلا زامورا على موقع قاعدة بيانات كرة القدم.إي يو (الإنجليزية)
- دانييلا زامورا على موقع Soccerway.com (الإنجليزية)
- دانييلا زامورا على موقع أوليمبيديا (الإنجليزية)